# شهاب‌الدین ایوبی
قاری شهاب‌الدین ایوبی سیاستمدار و پرسنل نظامی اهل افغانستان است. وی از ۴ مارس ۲۰۲۲ به حیث معین سرپرست انکشاف دهات مشغول به کار است.